# Mad Dogs & Englishmen
Mad Dogs  & Englishmen  – pierwszy album koncertowy Joego Cockera z 1970 roku.

## Lista utworów
1. „Dear Landlord” (Bob Dylan) – 3:23
2. „Introduction”  – 0:44
3. „Honky Tonk Women” (Mick Jagger, Keith Richards)  – 3:47
4. „Introduction”  – 0:17
5. „Sticks and Stones” (Titus Turner, Henry Glover)  – 2:37
6. „Cry Me a River” (Arthur Hamilton)  – 4:00
7. „Bird on the Wire” (Leonard Cohen)  – 6:37
8. „Feelin' Alright" (Dave Mason) – 5:47
9. „Superstar” (Leon Russell, Bonnie Bramlett)  – 5:02
10. „Introduction”  – 0:16
11. „Let's Go Get Stoned” (Valerie Simpson, Nikalaus Ashford, Joseph Armstead)  – 7:30
12. „Blue Medley”  – 12:46
  1. a. „I'll Drown in My Own Tears” (Henry Glover)
  2. b. „When Something Is Wrong with My Baby” (Isaac Hayes, David Porter)
  3. c. „I've Been Loving You Too Long” (Otis Redding, Jerry Butler)
13. „Introduction”  – 0:21
14. „Girl from the North Country” (Bob Dylan)  – 2:32
15. „Give Peace a Chance” (Leon Russell/Bonnie Bramlett)  – 4:14
16. „Introduction”  – 0:41
17. „She Came in Through the Bathroom Window” (John Lennon, Paul McCartney)  – 3:01
18. „Space Captain” (Matthew Moore)  – 5:15
19. „The Letter” (Wayne Carson Thompson)  – 4:46
20. „Delta Lady” (Leon Russell)  – 5:40

## Skład
- Wokale: Joe Cocker, Don Preston, Leon Russell, Rita Coolidge, Claudia Lennear, Denny Cordell, Daniel Moore, Pamela Polland, Matthew Moore, Nicole Barclay, Bobby Jones.
- Gitary: Don Preston, Leon Russelle.
- Basista: Carl Radle.
- Hammondy organy, keyboard, pianino: Leon Russell, Chris Stainton.
- Perkusiści: Jim Gordon, Cloudy Chuck Blackwell, Jim Keltner, Sandy Konikoff.
- Saksofonista: Bobby Keys.
- Trębacz: Jim Price